# Thersistrombus thersites
Thersistrombus thersites is een slakkensoort uit de familie van de Strombidae. De wetenschappelijke naam van de soort is voor het eerst geldig gepubliceerd in 1823 door Swainson.